# Husby och Tuna
Husby och Tuna är en av SCB avgränsad och namnsatt tätort i Strängnäs kommun. Den omfattar bebyggelse i orterna Husby (södra delen), Tuna och Ytterselö kyrkby belägna på Selaön i Ytterselö socken, omedelbart öster om Stallarholmen.
Före  2015 ingick bebyggelsen i två småorter: Husby och del av Tuna och Del av Tuna och Ytterselö samt den östligaste delen av småorten Stallarholmen. 

## Befolkningsutveckling
| Befolkningsutvecklingen i Husby och Tuna 2015–2020                                                 | Befolkningsutvecklingen i Husby och Tuna 2015–2020 | Befolkningsutvecklingen i Husby och Tuna 2015–2020 | Befolkningsutvecklingen i Husby och Tuna 2015–2020 | Befolkningsutvecklingen i Husby och Tuna 2015–2020 |
| -------------------------------------------------------------------------------------------------- | -------------------------------------------------- | -------------------------------------------------- | -------------------------------------------------- | -------------------------------------------------- |
| |                                                    |                                                    |                                                    |                                                    |
| År                                                                                                 |                                                    |                                                    | Folkmängd                                          | Areal (ha)                                         |
| 2015                                                                                               | 2015                                               |                                                    | 270                                                | 161                                                |
| 2020                                                                                               | 2020                                               |                                                    | 266                                                | 161                                                |
| Anm.: Ny tätort 2015. Föregångaren Husby och del av Tuna hade 2010 hade 161 invånare på 94 hektar. |                                                    |                                                    |                                                    |                                                    |